# 1 000 kilomètres de Spa 2008
Navigation
Édition précédente Édition suivante
Les 1 000 kilomètres de Spa 2008 sont la 28e édition de l'épreuve et se déroulent le 11 mai 2008. La victoire est remportée par la Peugeot no 7 pilotée par Nicolas Minassian, Marc Gené et Jacques Villeneuve.

## Circuit

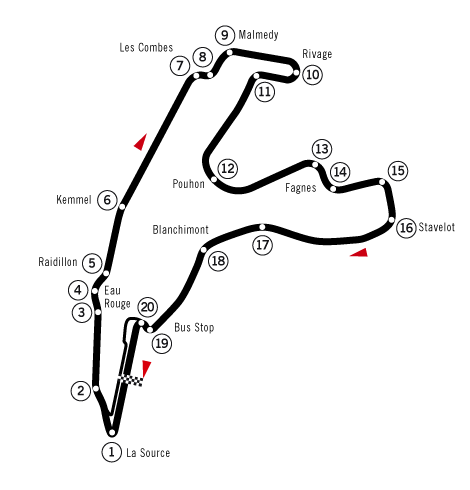
Le Circuit de Spa-Francorchamps, cadre des 1000 kilomètres de Spa 2008.

Les 1 000 kilomètres de Spa 2008 se déroulent sur le Circuit de Spa-Francorchamps en Belgique, surnommé Le toboggan des Ardennes, en raison de son important dénivelé et de la présence de nombreuses courbes rapides. Certains de ses virages sont célèbres, comme l'Eau Rouge, Pouhon ou encore Blanchimont. Il est également caractérisé par de longues pleines charges, dues au fait que le tracé mesure plus de 7 km. Ce circuit est célèbre car il accueille la Formule 1 et qu'il est très ancré dans la compétition automobile.

## La course

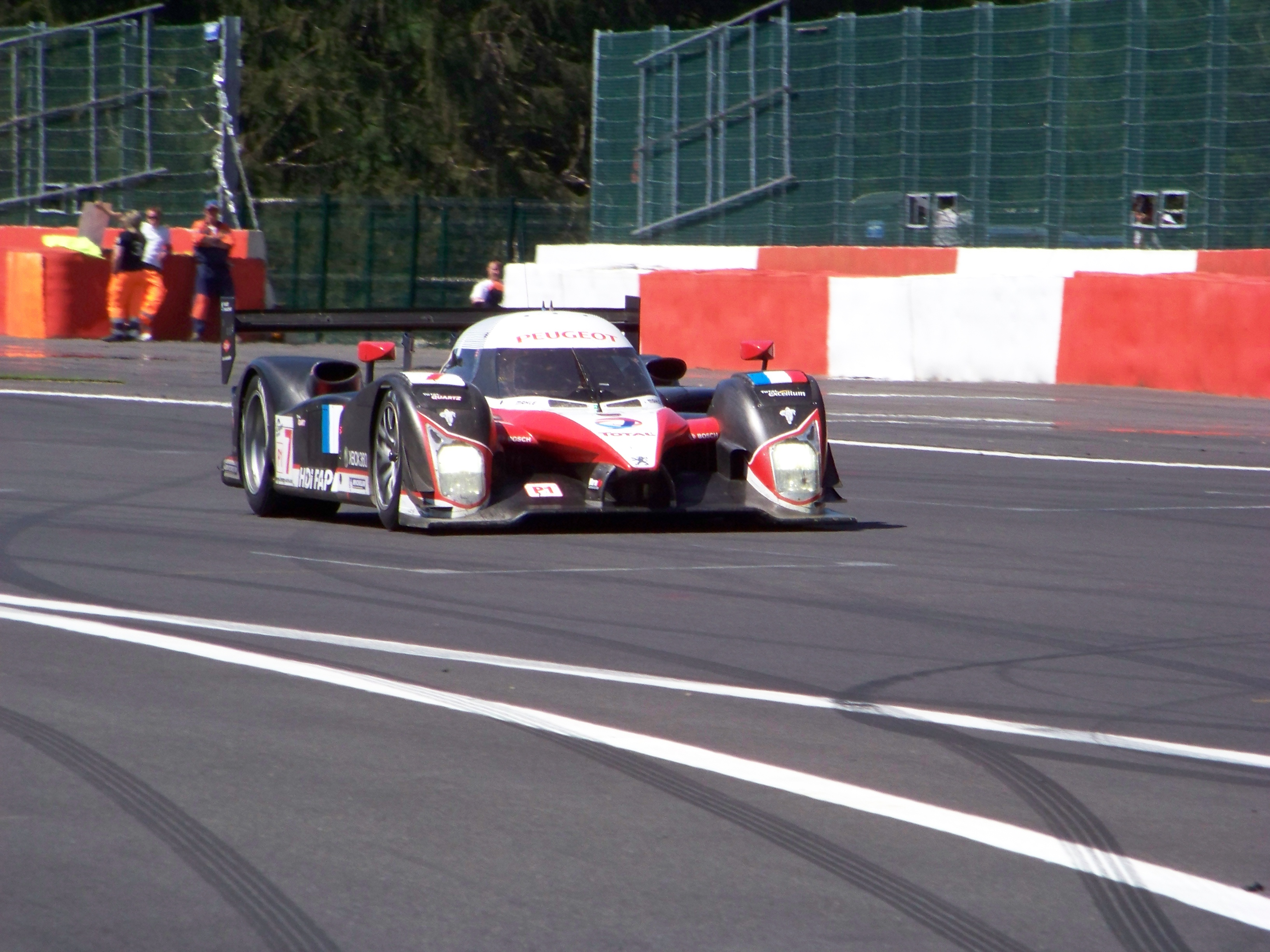
La Peugeot no 7 gagnante de l'épreuve.

## Résultats
Voici le classement officiel au terme de la course.
- Les vainqueurs de chaque catégorie sont signalés par un fond jauni.
- Pour la colonne Pneus, il faut passer le curseur au-dessus du modèle pour connaître le manufacturier de pneumatiques.

| Pos    | Cat  | n° | Équipe                                          | Pilotes                                                    | Châssis                              | Pneus | Tours |
| Pos    | Cat  | n° | Équipe                                          | Pilotes                                                    | Moteur                               | Pneus | Tours |
| ------ | ---- | -- | ----------------------------------------------- | ---------------------------------------------------------- | ------------------------------------ | ----- | ----- |
| 1      | LMP1 | 7  | Team Peugeot Total                              | Nicolas Minassian Marc Gené Jacques Villeneuve             | Peugeot 908 HDi FAP                  | M     | 143   |
| 1      | LMP1 | 7  | Team Peugeot Total                              | Nicolas Minassian Marc Gené Jacques Villeneuve             | Peugeot HDi 5.5 L Turbo V12 (Diesel) | M     | 143   |
| 2      | LMP1 | 2  | Audi Sport Team Joest                           | Alexandre Prémat Mike Rockenfeller                         | Audi R10                             | M     | 143   |
| 2      | LMP1 | 2  | Audi Sport Team Joest                           | Alexandre Prémat Mike Rockenfeller                         | Audi TDI 5.5 L Turbo V12 (Diesel)    | M     | 143   |
| 3      | LMP1 | 6  | Team Oreca-Matmut                               | Olivier Panis Nicolas Lapierre                             | Courage-Oreca LC70                   | M     | 140   |
| 3      | LMP1 | 6  | Team Oreca-Matmut                               | Olivier Panis Nicolas Lapierre                             | Judd GV5.5 S2 5.5 L V10              | M     | 140   |
| 4      | LMP1 | 1  | Audi Sport Team Joest                           | Allan McNish Rinaldo Capello                               | Audi R10                             | M     | 139   |
| 4      | LMP1 | 1  | Audi Sport Team Joest                           | Allan McNish Rinaldo Capello                               | Audi TDI 5.5 L Turbo V12 (Diesel)    | M     | 139   |
| 5      | LMP1 | 16 | Pescarolo Sport                                 | Emmanuel Collard Jean-Christophe Boullion                  | Pescarolo 01                         | M     | 139   |
| 5      | LMP1 | 16 | Pescarolo Sport                                 | Emmanuel Collard Jean-Christophe Boullion                  | Judd GV5.5 S2 5.5 L V10              | M     | 139   |
| 6      | LMP2 | 34 | Van Merksteijn Motorsport (en) Equipe Verschuur | Peter Van Merksteijn Jos Verstappen                        | Porsche RS Spyder Evo                | M     | 138   |
| 6      | LMP2 | 34 | Van Merksteijn Motorsport (en) Equipe Verschuur | Peter Van Merksteijn Jos Verstappen                        | Porsche MR6 3.4 L V8                 | M     | 138   |
| 7      | LMP2 | 27 | Horag Racing                                    | Fredy Lienhard Didier Theys Jan Lammers                    | Porsche RS Spyder Evo                | M     | 138   |
| 7      | LMP2 | 27 | Horag Racing                                    | Fredy Lienhard Didier Theys Jan Lammers                    | Porsche MR6 3.4 L V8                 | M     | 138   |
| 8      | LMP2 | 31 | Team Essex                                      | Casper Elgaard John Nielsen                                | Porsche RS Spyder Evo                | D     | 135   |
| 8      | LMP2 | 31 | Team Essex                                      | Casper Elgaard John Nielsen                                | Porsche MR6 3.4 L V8                 | D     | 135   |
| 9      | LMP1 | 15 | Creation AIM                                    | Stuart Hall Robbie Kerr                                    | Creation CA07                        | D     | 134   |
| 9      | LMP1 | 15 | Creation AIM                                    | Stuart Hall Robbie Kerr                                    | AIM (Judd) YS5.5 5.5 L V10           | D     | 134   |
| 10     | LMP2 | 35 | Saulnier Racing                                 | Pierre Ragues Matthieu Lahaye                              | Pescarolo 01                         | M     | 134   |
| 10     | LMP2 | 35 | Saulnier Racing                                 | Pierre Ragues Matthieu Lahaye                              | Judd DB 3.4 L V8                     | M     | 134   |
| 11     | LMP1 | 20 | Epsilon Euskadi                                 | Ángel Burgueño (en) Miguel Ángel de Castro                 | Epsilon Euskadi ee1                  | M     | 133   |
| 11     | LMP1 | 20 | Epsilon Euskadi                                 | Ángel Burgueño (en) Miguel Ángel de Castro                 | Judd GV5.5 S2 5.5 L V10              | M     | 133   |
| 12     | LMP2 | 41 | Trading Performance                             | Karim Ojjeh Claude-Yves Gosselin Julian Schroyen           | Zytek 07S/2                          | M     | 133   |
| 12     | LMP2 | 41 | Trading Performance                             | Karim Ojjeh Claude-Yves Gosselin Julian Schroyen           | Zytek ZG348 3.4 L V8                 | M     | 133   |
| 13     | GT1  | 72 | Luc Alphand Aventures                           | Olivier Beretta Guillaume Moreau Patrice Goueslard         | Chevrolet Corvette C6.R              | M     | 130   |
| 13     | GT1  | 72 | Luc Alphand Aventures                           | Olivier Beretta Guillaume Moreau Patrice Goueslard         | Chevrolet LS7-R 7.0 L V8             | M     | 130   |
| 14     | LMP1 | 4  | Saulnier Racing                                 | Jacques Nicolet Marc Faggionato Richard Hein               | Pescarolo 01                         | M     | 130   |
| 14     | LMP1 | 4  | Saulnier Racing                                 | Jacques Nicolet Marc Faggionato Richard Hein               | Judd GV5.5 S2 5.5 L V10              | M     | 130   |
| 15     | GT1  | 55 | IPB Spartak Racing Reiter Engineering           | Peter Kox Roman Rusinov                                    | Lamborghini Murciélago R-GT          | M     | 129   |
| 15     | GT1  | 55 | IPB Spartak Racing Reiter Engineering           | Peter Kox Roman Rusinov                                    | Lamborghini L535 6.0 L V12           | M     | 129   |
| 16     | GT1  | 59 | Team Modena                                     | Tomáš Enge Antonio García                                  | Aston Martin DBR9                    | M     | 127   |
| 16     | GT1  | 59 | Team Modena                                     | Tomáš Enge Antonio García                                  | Aston Martin 6.0 L V12               | M     | 127   |
| 17     | GT2  | 96 | Virgo Motorsport                                | Rob Bell Gianmaria Bruni                                   | Ferrari F430 GTC                     | D     | 126   |
| 17     | GT2  | 96 | Virgo Motorsport                                | Rob Bell Gianmaria Bruni                                   | Ferrari 4.0 L V8                     | D     | 126   |
| 18     | GT2  | 77 | Team Felbermayr-Proton                          | Marc Lieb Alex Davison                                     | Porsche 911 GT3 RSR (997)            | M     | 126   |
| 18     | GT2  | 77 | Team Felbermayr-Proton                          | Marc Lieb Alex Davison                                     | Porsche 3.8 L Flat-6                 | M     | 126   |
| 19     | GT2  | 88 | Team Felbermayr-Proton                          | Horst Felbermayr, Sr. Horst Felbermayr, Jr. Christian Ried | Porsche 911 GT3 RSR (997)            | M     | 123   |
| 19     | GT2  | 88 | Team Felbermayr-Proton                          | Horst Felbermayr, Sr. Horst Felbermayr, Jr. Christian Ried | Porsche 3.8 L Flat-6                 | M     | 123   |
| 20     | GT2  | 94 | Speedy Racing Team                              | Andrea Chiesa Benjamin Leuenberger Iradj Alexander         | Spyker C8 Laviolette GT2-R           | M     | 123   |
| 20     | GT2  | 94 | Speedy Racing Team                              | Andrea Chiesa Benjamin Leuenberger Iradj Alexander         | Audi 4.0 L V8                        | M     | 123   |
| 21     | GT2  | 99 | JMB Racing Aucott Racing                        | Alain Ferté Ben Aucott                                     | Ferrari F430 GTC                     | M     | 123   |
| 21     | GT2  | 99 | JMB Racing Aucott Racing                        | Alain Ferté Ben Aucott                                     | Ferrari 4.0 L V8                     | M     | 123   |
| 22     | GT2  | 76 | IMSA Performance Matmut                         | Raymond Narac Richard Lietz                                | Porsche 911 GT3 RSR (997)            | M     | 122   |
| 22     | GT2  | 76 | IMSA Performance Matmut                         | Raymond Narac Richard Lietz                                | Porsche 3.8 L Flat-6                 | M     | 122   |
| 23     | GT2  | 98 | JMB Racing                                      | Maurice Basso Peter Kutemann Stéphane Daoudi               | Ferrari F430 GTC                     | M     | 122   |
| 23     | GT2  | 98 | JMB Racing                                      | Maurice Basso Peter Kutemann Stéphane Daoudi               | Ferrari 4.0 L V8                     | M     | 122   |
| 24     | GT1  | 61 | Strakka Racing                                  | Peter Hardman Nick Leventis                                | Aston Martin DBR9                    | D     | 121   |
| 24     | GT1  | 61 | Strakka Racing                                  | Peter Hardman Nick Leventis                                | Aston Martin 6.0 L V12               | D     | 121   |
| 25     | GT2  | 95 | James Watt Automotive                           | Markus Palttala Paul Daniels Tim Sugden                    | Porsche 911 GT3 RSR (997)            | D     | 121   |
| 25     | GT2  | 95 | James Watt Automotive                           | Markus Palttala Paul Daniels Tim Sugden                    | Porsche 3.8 L Flat-6                 | D     | 121   |
| 26     | GT2  | 85 | Snoras Spyker Squadron                          | Peter Dumbreck Ralf Kelleners Alexey Vasilyev              | Spyker C8 Laviolette GT2-R           | M     | 118   |
| 26     | GT2  | 85 | Snoras Spyker Squadron                          | Peter Dumbreck Ralf Kelleners Alexey Vasilyev              | Audi 4.0 L V8                        | M     | 118   |
| 27     | LMP1 | 18 | Rollcentre Racing                               | Mikael Forsten João Barbosa Vanina Ickx                    | Pescarolo 01                         | D     | 112   |
| 27     | LMP1 | 18 | Rollcentre Racing                               | Mikael Forsten João Barbosa Vanina Ickx                    | Judd GV5.5 S2 5.5 L V10              | D     | 112   |
| 28     | LMP2 | 25 | Ray Mallock Ltd.                                | Mike Newton Thomas Erdos                                   | MG-Lola EX265                        | M     | 111   |
| 28     | LMP2 | 25 | Ray Mallock Ltd.                                | Mike Newton Thomas Erdos                                   | MG (AER) XP21 2.0 L Turbo I4         | M     | 111   |
| 29     | LMP1 | 10 | Charouz Racing System                           | Jan Charouz Stefan Mücke                                   | Lola B08/60                          | M     | 107   |
| 29     | LMP1 | 10 | Charouz Racing System                           | Jan Charouz Stefan Mücke                                   | Aston Martin 6.0 L V12               | M     | 107   |
| 30     | LMP2 | 26 | Team Bruichladdich Radical                      | Jens Petersen Jan-Dirk Lueders Marc Rostan                 | Radical SR9                          | D     | 106   |
| 30     | LMP2 | 26 | Team Bruichladdich Radical                      | Jens Petersen Jan-Dirk Lueders Marc Rostan                 | AER P07 2.0 L Turbo I4               | D     | 106   |
| 31 Nc  | LMP1 | 17 | Pescarolo Sport                                 | Harold Primat Christophe Tinseau                           | Pescarolo 01                         | M     | 137   |
| 31 Nc  | LMP1 | 17 | Pescarolo Sport                                 | Harold Primat Christophe Tinseau                           | Judd GV5.5 S2 5.5 L V10              | M     | 137   |
| 32 Nc  | LMP2 | 33 | Speedy Racing Team Sebah Automotive             | Andrea Belicchi Xavier Pompidou Steve Zacchia              | Lola B08/80                          | M     | 128   |
| 32 Nc  | LMP2 | 33 | Speedy Racing Team Sebah Automotive             | Andrea Belicchi Xavier Pompidou Steve Zacchia              | Judd DB 3.4 L V8                     | M     | 128   |
| 33 Abd | GT2  | 91 | Farnbacher Racing                               | Lars-Erik Nielsen Allan Simonsen Richard Westbrook         | Porsche 911 GT3 RSR (997)            | M     | 95    |
| 33 Abd | GT2  | 91 | Farnbacher Racing                               | Lars-Erik Nielsen Allan Simonsen Richard Westbrook         | Porsche 3.8 L Flat-6                 | M     | 95    |
| 34 Abd | GT2  | 90 | Farnbacher Racing                               | Pierre Ehret Pierre Kaffer                                 | Ferrari F430 GTC                     | M     | 93    |
| 34 Abd | GT2  | 90 | Farnbacher Racing                               | Pierre Ehret Pierre Kaffer                                 | Ferrari 4.0 L V8                     | M     | 93    |
| 35 Abd | LMP2 | 45 | Embassy Racing (en)                             | Jonny Kane Warren Hughes                                   | Embassy (en) WF01                    | M     | 77    |
| 35 Abd | LMP2 | 45 | Embassy Racing (en)                             | Jonny Kane Warren Hughes                                   | Zytek ZG348 3.4 L V8                 | M     | 77    |
| 36 Abd | LMP1 | 3  | Scuderia Lavaggi                                | Giovanni Lavaggi Wolfgang Kaufmann                         | Lavaggi LS1                          | D     | 66    |
| 36 Abd | LMP1 | 3  | Scuderia Lavaggi                                | Giovanni Lavaggi Wolfgang Kaufmann                         | AER P32C 4.0 L Turbo V8              | D     | 66    |
| 37 Abd | LMP2 | 32 | Barazi-Epsilon                                  | Juan Barazi Michael Vergers Fernando Rees                  | Zytek 07S/2                          | M     | 62    |
| 37 Abd | LMP2 | 32 | Barazi-Epsilon                                  | Juan Barazi Michael Vergers Fernando Rees                  | Zytek ZG348 3.4 L V8                 | M     | 62    |
| 38 Abd | LMP1 | 8  | Team Peugeot Total                              | Stéphane Sarrazin Pedro Lamy Alexander Wurz                | Peugeot 908 HDi FAP                  | M     | 56    |
| 38 Abd | LMP1 | 8  | Team Peugeot Total                              | Stéphane Sarrazin Pedro Lamy Alexander Wurz                | Peugeot HDi 5.5 L Turbo V12 (Diesel) | M     | 56    |
| 39 Abd | GT2  | 75 | IMSA Performance Matmut                         | Richard Balandras Michel Lecourt                           | Porsche 911 GT3 RSR (997)            | M     | 49    |
| 39 Abd | GT2  | 75 | IMSA Performance Matmut                         | Richard Balandras Michel Lecourt                           | Porsche 3.8 L Flat-6                 | M     | 49    |
| 40 Abd | LMP2 | 40 | Quifel ASM Team                                 | Miguel Amaral Olivier Pla                                  | Lola B05/40                          | D     | 35    |
| 40 Abd | LMP2 | 40 | Quifel ASM Team                                 | Miguel Amaral Olivier Pla                                  | AER P07 2.0 L Turbo I4               | D     | 35    |
| 41 Abd | GT1  | 73 | Luc Alphand Aventures                           | Sébastien Dumez Jean-Luc Blanchemain Stéphane Lémeret      | Chevrolet Corvette C6.R              | M     | 26    |
| 41 Abd | GT1  | 73 | Luc Alphand Aventures                           | Sébastien Dumez Jean-Luc Blanchemain Stéphane Lémeret      | Chevrolet LS7-R 7.0 L V8             | M     | 26    |
| 42 Abd | LMP2 | 46 | Embassy Racing (en)                             | Tom Kimber-Smith Joey Foster (en)                          | Embassy (en) WF01                    | M     | 0     |
| 42 Abd | LMP2 | 46 | Embassy Racing (en)                             | Tom Kimber-Smith Joey Foster (en)                          | Zytek ZG348 3.4 L V8                 | M     | 0     |
| Np     | LMP2 | 44 | Kruse Schiller Motorsport                       | Jean de Pourtalès (en) Hideki Noda                         | Lola B05/40                          | D     | -     |
| Np     | LMP2 | 44 | Kruse Schiller Motorsport                       | Jean de Pourtalès (en) Hideki Noda                         | Mazda MZR-R 2.0 L Turbo I4           | D     | -     |
| Nq     | LMP2 | 37 | WR Salini                                       | Stéphane Salini Philippe Salini Patrice Roussel (pl)       | Welter Racing WR LMP2008             | D     | -     |
| Nq     | LMP2 | 37 | WR Salini                                       | Stéphane Salini Philippe Salini Patrice Roussel (pl)       | Zytek ZG348 3.4 L V8                 | D     | -     |

## Fait marquant
Il s'agit de la première victoire internationale du pilote Jacques Villeneuve depuis 1997 où il avait remporté le Grand Prix du Luxembourg.